# Хокей на траві на літніх Олімпійських іграх 2004 (чоловіки)
Чоловічий турнір з хокею на траві на літніх Олімпійських іграх 2004 в Афінах був 20-м за ліком турніром з хокею на траві серед чоловіків на літніх Олімпійських іграх. Він тривав з 15 по 27 серпня в Олімпійському хокейному центрі.
Австралія вперше здобула золоті олімпійські медалі з хокею на траві, у фіналі перемігши чинних чемпіонів з Нідерландів з рахунком 2–1. Німеччина здобула бронзову медаль, перемігши Іспанію 4–3.

## Кваліфікація
Загалом кваліфікувалося 12 збірних. Автоматично кваліфікувалися чемпіони п'яти континентів. До них долучилися збірні, що посіли сім перших місць на Олімпійського кваліфікаційного турніру 2004.
| Дати                        | Змагання                            | Місце проведення                        | Кваліфікувалися                                                     |
| --------------------------- | ----------------------------------- | --------------------------------------- | ------------------------------------------------------------------- |
| 30 вересня – 12 жовтня 2002 | Азійські ігри 2002                  | Пусан, Південна Корея                   | Південна Корея                                                      |
| 2–13 серпня 2003            | Панамериканські ігри 2003           | Санто-Домінго, Домініканська Республіка | Аргентина                                                           |
| 1–13 вересня 2003           | Чемпіонат Європи 2003               | Барселона, Іспанія                      | Німеччина                                                           |
| 17–21 вересня 2003          | Кубок Океанії серед чоловіків 2003  | Крайстчерч і Веллінгтон, Нова Зеландія  | Австралія                                                           |
| 10–16 жовтня 2003           | Всеафриканські ігри 2003            | Абуджа, Нігерія                         | Єгипет                                                              |
| 2–13 березня 2004           | Олімпійський кваліфікаційний турнір | Мадрид, Іспанія                         | Нідерланди Іспанія Пакистан Індія Велика Британія Нова Зеландія ПАР |

Хоча країна-господарка Греція мала б також кваліфікувалися автоматично, однак Міжнародна федерація хокею (FIH) і Міжнародний олімпійський комітет (МОК) відмовилися задовольняти це право через недостатньо високий рівень розвитку хокею на траві в Греції. Греція подала протест до Спортивного арбітражного суду (CAS), однак його відхилили. Першою можливістю для Греції потрапити на Олімпійські ігри була участь у Чемпіонаті Європи, який відбувся 2003 року. Позаяк збірна не кваліфікувалася на цей турнір, то останньою можливістю була перемога над Канадою, останньою за рейтингом збірною Олімпійського кваліфікаційного турніру в серії ігор до двох перемог. Канада все-одно б зберегла своє місце у відбірковому турнірі, незалежно від результату гри з Грецією, однак якби Греція перемогла, то на тому турнірі розігрувалось би шість путівок замість семи. Однак Греція поступилася і цим втратила нагоду потрапити на Олімпійські ігри.

## Попередній раунд
Вказано Східноєвропейський час (UTC+2)

### Група A
| Поз | Команда         | І | В | Н | П | ГЗ | ГП | РГ  | О  | Кваліфікація               |
| --- | --------------- | - | - | - | - | -- | -- | --- | -- | -------------------------- |
| 1   | Іспанія         | 5 | 3 | 2 | 0 | 14 | 3  | +11 | 11 | Півфінали                  |
| 2   | Німеччина       | 5 | 3 | 2 | 0 | 15 | 6  | +9  | 11 | Півфінали                  |
| 3   | Пакистан        | 5 | 3 | 0 | 2 | 19 | 8  | +11 | 9  | Півфінали за 5–8-ме місця  |
| 4   | Південна Корея  | 5 | 2 | 2 | 1 | 17 | 8  | +9  | 8  | Півфінали за 5–8-ме місця  |
| 5   | Велика Британія | 5 | 1 | 0 | 4 | 9  | 21 | −12 | 3  | Півфінали за 9–12-те місця |
| 6   | Єгипет          | 5 | 0 | 0 | 5 | 2  | 30 | −28 | 0  | Півфінали за 9–12-те місця |

| 15 серпня 2004 18:00 |        |            |  |
| Південна Корея       | 1 – 1  | Іспанія    |  |
| Ю Хьо Сік 16'        | Report | Фрейша 43' |  |

| 15 серпня 2004 18:30      |        |          |  |
| Німеччина                 | 2 – 1  | Пакистан |  |
| Еммерлінґ 7' · Міхель 31' | Report | Батт 43' |  |

| 15 серпня 2004 20:00                 |        |                |  |
| Велика Британія                      | 3 – 1  | Єгипет         |  |
| Міддлтон 18' · Фордгем 53' · Гоз 59' | Report | С. Мохамед 37' |  |

| 17 серпня 2004 08:30                |        |                      |  |
| Південна Корея                      | 3 – 2  | Велика Британія      |  |
| Лі Чун Сон 15', 68' · Йо Ун Кон 47' | Report | Голл 45' · Стотт 52' |  |

| 17 серпня 2004 18:30 |        |                                                       |  |
| Єгипет               | 0 – 7  | Пакистан                                              |  |
|                      | Report | Джавад 3', 12' · Надім 15' · Аббас 30', 34', 38', 58' |  |

| 17 серпня 2004 20:30 |        |             |  |
| Іспанія              | 1 – 1  | Німеччина   |  |
| Фрейша 28'           | Report | Бехманн 64' |  |

| 19 серпня 2004 10:30              |        |                |  |
| Пакистан                          | 3 – 0  | Південна Корея |  |
| Батт 43' · Аббасі 56' · Аббас 66' | Report |                |  |

| 19 серпня 2004 18:00                                         |        |           |  |
| Німеччина                                                    | 6 – 1  | Єгипет    |  |
| Целлер 17', 67' · Віттгаус 38' · Кунц 46' · Бехманн 49', 58' | Report | Енаба 24' |  |

| 19 серпня 2004 18:30 |        |                                            |  |
| Велика Британія      | 1 – 5  | Іспанія                                    |  |
| Міддлтон 57'         | Report | Амат 7', 38' · Фрейша 32', 35' · Рібас 61' |  |

| 21 серпня 2004 08:30 |        | |  |
| Єгипет               | 0 – 11 | Південна Корея                                                                                                  |  |
|                      | Report | Лі Чун Сон 16', 25', 37', 59', 68' · Чон Чон Ха 29' · Со Чон Хо 57' · Сон Сон Тхе 62', 65', 65' · Ю Хьо Сік 66' |  |

| 21 серпня 2004 20:00            |        |          |  |
| Іспанія                         | 4 – 0  | Пакистан |  |
| Тубау 6', 35', 41' · Фрейша 63' | Report |          |  |

| 21 серпня 2004 20:30                          |        |                 |  |
| Німеччина                                     | 4 – 1  | Велика Британія |  |
| Целлер 21', 39' · Віттгаус 38' · Шаровскі 52' | Report | Муді 60'        |  |

| 23 серпня 2004 10:30     |        |        |  |
| Іспанія                  | 3 – 0  | Єгипет |  |
| Тубау 6', 65' · Амат 62' | Report |        |  |

| 23 серпня 2004 18:00                                                           |        |                     |  |
| Пакистан                                                                       | 8 – 2  | Велика Британія     |  |
| Аббас 9', 39' · Алі 35+' · Надім 37' · Батт 55', 68' · Аббасі 59' · Шаббір 60' | Report | Стотт 5' · Голл 65' |  |

| 23 серпня 2004 18:30 |        |                            |  |
| Південна Корея       | 2 – 2  | Німеччина                  |  |
| Лі Чун Сон 8', 54'   | Report | Целлер 35' · Еммерлінґ 66' |  |

### Група B
| Поз | Команда       | І | В | Н | П | ГЗ | ГП | РГ | О  | Кваліфікація               |
| --- | ------------- | - | - | - | - | -- | -- | -- | -- | -------------------------- |
| 1   | Нідерланди    | 5 | 5 | 0 | 0 | 16 | 9  | +7 | 15 | Півфінали                  |
| 2   | Австралія     | 5 | 3 | 1 | 1 | 14 | 10 | +4 | 10 | Півфінали                  |
| 3   | Нова Зеландія | 5 | 3 | 0 | 2 | 13 | 11 | +2 | 9  | Півфінали за 5–8-ме місця  |
| 4   | Індія         | 5 | 1 | 1 | 3 | 11 | 13 | −2 | 4  | Півфінали за 5–8-ме місця  |
| 5   | ПАР           | 5 | 1 | 0 | 4 | 9  | 15 | −6 | 3  | Півфінали за 9–12-те місця |
| 6   | Аргентина     | 5 | 0 | 2 | 3 | 8  | 13 | −5 | 2  | Півфінали за 9–12-те місця |

| 15 серпня 2004 08:30            |        |               |  |
| Австралія                       | 4 – 1  | Нова Зеландія |  |
| Елдер 15' · Дваєр 24', 42', 60' | Report | Сміт 58'      |  |

| 15 серпня 2004 10:30 |        |                |  |
| Аргентина            | 1 – 2  | ПАР            |  |
| Альмада 10'          | Report | Нікол 38', 41' |  |

| 15 серпня 2004 20:30                   |        |                 |  |
| Нідерланди                             | 3 – 1  | Індія           |  |
| Ейкелбом 2' · Де Ноєр 50' · Такема 54' | Report | Г. А. Сінгх 69' |  |

| 17 серпня 2004 10:30 |        |                |  |
| Аргентина            | 2 – 2  | Австралія      |  |
| Альмада 2', 31'      | Report | Дваєр 26', 66' |  |

| 17 серпня 2004 18:00  |        |                                                                |  |
| ПАР                   | 2 – 4  | Індія                                                          |  |
| Нікол 7' · Фултон 12' | Report | Д. Піллай 27' · Б. Сінгх 41' · Д. Тіркей 69' · Г. А. Сінгх 70' |  |

| 17 серпня 2004 20:00      |        |                                                 |  |
| Нова Зеландія             | 3 – 4  | Нідерланди                                      |  |
| Шоу 9', 55' · Берроуз 59' | Report | Такема 4', 24' · Клавер 39' · Ван дер Вейде 68' |  |

| 19 серпня 2004 08:30                  |        |                         |  |
| Нідерланди                            | 3 – 2  | ПАР                     |  |
| Дерікс 29' · Де Ноєр 49' · Клавер 69' | Report | Еванс 17' · Саймонс 23' |  |

| 19 серпня 2004 20:00             |        |           |  |
| Нова Зеландія                    | 3 – 1  | Аргентина |  |
| Шоу 12' · Гарі 44' · Берроуз 49' | Report | Ломбі 8'  |  |

| 19 серпня 2004 20:30                               |        |                                           |  |
| Австралія                                          | 4 – 3  | Індія                                     |  |
| Елдер 11' · Дваєр 38' · Мак-Канн 49' · Бреннан 70' | Report | Тхакур 6' · Г. А. Сінгх 50' · Халаппа 52' |  |

| 21 серпня 2004 10:30 |        |                        |  |
| Індія                | 1 – 2  | Нова Зеландія          |  |
| Д. Піллай 62'        | Report | Берроуз 36' · Шоу 70+' |  |

| 21 серпня 2004 18:00 |        |                                         |  |
| ПАР                  | 2 – 3  | Австралія                               |  |
| Нікол 4' · Сміт 29'  | Report | Брукс 17' · Eglington 19' · Бреннан 47' |  |

| 21 серпня 2004 18:30    |        |                                                     |  |
| Аргентина               | 2 – 4  | Нідерланди                                          |  |
| Альмада 37' · Ломбі 52' | Report | Реккерс 17' · Клавер 22' · Такема 26' · Де Ноєр 44' |  |

| 23 серпня 2004 08:30                   |        |          |  |
| Нова Зеландія                          | 4 – 1  | ПАР      |  |
| Косуф 15' · Шоу 38', 46' · Берроуз 70' | Report | Сміт 28' |  |

| 23 серпня 2004 20:00 |        |               |  |
| Індія                | 2 – 2  | Аргентина     |  |
| Г. А. Сінгх 33', 60' | Report | Віла 52', 69' |  |

| 23 серпня 2004 20:30 |        |                 |  |
| Австралія            | 1 – 2  | Нідерланди      |  |
| Брукс 28'            | Report | Такема 10', 13' |  |

## Класифікаційний раунд

### Класифікація за 9-12-те місця
|  | Півфінали за 9–12-те місця | Півфінали за 9–12-те місця |       |           | Дев'яте місце    | Дев'яте місце |  |
|  |                            |                            |       |           |                  |               |  |
|  | 25 серпня                  |                            |       |           |                  |               |  |
|  | ПАР                        | 5                          |       |           |                  |               |  |
|  | Єгипет                     | 1                          |       |           |                  |               |  |
|  |                            |                            |       |           |                  |               |  |
|  |                            |                            |       |           | 27 серпня        |               |  |
|  |                            |                            |       |           | ПАР              | 1 (3)         |  |
|  |                            | Велика Британія (п.б.)     | 1 (4) |           |                  |               |  |
|  |                            |                            |       |           |                  |               |  |
|  |                            |                            |       |           |                  |               |  |
|  |                            |                            |       |           | Одинадцяте місце |               |  |
|  | 25 серпня                  | 25 серпня                  |       | 27 серпня | 27 серпня        |               |  |
|  | Велика Британія            | 4                          |       | Єгипет    | 2                |               |  |
|  | Аргентина                  | 1                          |       |           | Аргентина        | 4             |  |

#### Півфінали за 9–12-те місця
| 25 серпня 2004 08:30                      |        |           |  |
| ПАР                                       | 5 – 1  | Єгипет    |  |
| Нікол 2', 54', 67' · Фултон 7' · Сміт 50' | Report | Ахмед 17' |  |

| 25 серпня 2004 11:00                         |        |            |  |
| Велика Британія                              | 4 – 1  | Аргентина  |  |
| Мур 24' · Бертрам 35+' · Голл 38' · Пірн 67' | Report | Ретегі 64' |  |

#### Матч за 11-те місце
| 27 серпня 2004 09:00       |        |                                    |  |
| Єгипет                     | 2 – 4  | Аргентина                          |  |
| Ель-Саєд 21' · Мохамед 43' | Report | Ретегі 20' · Альмада 26', 48', 62' |  |

#### Матч за 9-те місце
| 27 серпня 2004 11:30                    |            |                                     |  |
| ПАР                                     | 1 – 1 (ДЧ) | Велика Британія                     |  |
| Нікол 45'                               | Report     | Фордгем 43'                         |  |
| Пенальті                                |            |                                     |  |
| Саймонс · Кларк · Нікол · Денн · Фултон | 3 – 4      | Гоз · Муді · Стотт · Ґаррард · Голл |  |

### Класифікація за 5-8-ме місця
|  | Перехресні матчі | Перехресні матчі |   |                | П'яте місце   | П'яте місце |  |
|  |                  |                  |   |                |               |             |  |
|  | 25 серпня        |                  |   |                |               |             |  |
|  | Нова Зеландія    | 4                |   |                |               |             |  |
|  | Південна Корея   | 3                |   |                |               |             |  |
|  |                  |                  |   |                |               |             |  |
|  |                  |                  |   |                | 27 серпня     |             |  |
|  |                  |                  |   |                | Нова Зеландія | 2           |  |
|  |                  | Пакистан         | 4 |                |               |             |  |
|  |                  |                  |   |                |               |             |  |
|  |                  |                  |   |                |               |             |  |
|  |                  |                  |   |                | Сьоме місце   |             |  |
|  | 25 серпня        | 25 серпня        |   | 27 серпня      | 27 серпня     |             |  |
|  | Пакистан         | 3                |   | Південна Корея | 2             |             |  |
|  | Індія            | 0                |   |                | Індія         | 5           |  |

#### Перехресні матчі
| 25 серпня 2004 18:00                 |        |                           |  |
| Нова Зеландія                        | 4–3    | Південна Корея            |  |
| Берроуз 26', 62', 69' · Мак-Індо 28' | Report | Йо 14' · Лі 39' · Чон 57' |  |

| 25 серпня 2004 20:30              |        |       |  |
| Пакистан                          | 3–0    | Індія |  |
| Азіз 43' · Аббас 59' · Шаббір 68' | Report |       |  |

#### Матч за 7-ме місце
| 27 серпня 2004 08:30 |        |                                                             |  |
| Південна Корея       | 2–5    | Індія                                                       |  |
| Чі 57' · Кан 58'     | Report | Гаган 4', 11' · В. Піллай 15' · Прабгджот 32' · Сінклер 68' |  |

#### Матч за 5-те місце
| 27 серпня 2004 11:00 |        |                                  |  |
| Нова Зеландія        | 2–4    | Пакистан                         |  |
| Брукс 16' · Сміт 35' | Report | Аббас 35', 47', 68' · Джавад 55' |  |

### Медальний раунд
|  | Півфінали  | Півфінали          |   |                    | Фінал               | Фінал |  |
|  |            |                    |   |                    |                     |       |  |
|  | 25 серпня  |                    |   |                    |                     |       |  |
|  | Нідерланди | 3                  |   |                    |                     |       |  |
|  | Німеччина  | 2                  |   |                    |                     |       |  |
|  |            |                    |   |                    |                     |       |  |
|  |            |                    |   |                    | 27 серпня           |       |  |
|  |            |                    |   |                    | Нідерланди          | 1     |  |
|  |            | Австралія (п.д.ч.) | 2 |                    |                     |       |  |
|  |            |                    |   |                    |                     |       |  |
|  |            |                    |   |                    |                     |       |  |
|  |            |                    |   |                    | Матч за третє місце |       |  |
|  | 25 серпня  | 25 серпня          |   | 27 серпня          | 27 серпня           |       |  |
|  | Іспанія    | 3                  |   | Німеччина (п.д.ч.) | 4                   |       |  |
|  | Австралія  | 6                  |   |                    | Іспанія             | 3     |  |

#### Півфінали
| 25 серпня 2004 18:30                   |        |                           |  |
| Нідерланди                             | 3–2    | Німеччина                 |  |
| Такема 5' · Ейкелбом 47' · Де Ноєр 52' | Report | Віттгаус 3' · Бехманн 58' |  |

| 25 серпня 2004 21:00      |        |                                                            |  |
| Іспанія                   | 3–6    | Австралія                                                  |  |
| Тубау 8' · Рібас 49', 67' | Report | Елдер 3' · Мак-Канн 23', 44' · Веллс 27' · Шуберт 51', 53' |  |

#### Матч за бронзову медаль
| 27 серпня 2004 18:00                                   |          |                             |  |
| Німеччина                                              | 4–3 (ДЧ) | Іспанія                     |  |
| Райнельт 22' · Дуквіц 45' · Еммерлінґ 49' · Міхель 80' | Report   | Фрейша 31' · Тубау 39', 47' |  |

#### Фінал
| 27 серпня 2004 20:30 |          |                       |  |
| Нідерланди           | 1–2 (ДЧ) | Австралія             |  |
| Р. Браувер 29'       | Report   | Брукс 37' · Дваєр 78' |  |

## Підсумкове положення
Згідно зі статистичною домовленістю в хокеї на траві, матчі, результат яких визначився в основний час, зараховуються як перемоги, а ті, доля яких вирішилася пробиттям пенальті, як нічиї.
| Поз | Команда         | І | В | Н | П | ГЗ | ГП | РГ  | О  | Підсумкове положення      |
| --- | --------------- | - | - | - | - | -- | -- | --- | -- | ------------------------- |
| 1   | Австралія       | 7 | 5 | 1 | 1 | 22 | 14 | +8  | 16 | Золоті медалі             |
| 2   | Нідерланди      | 7 | 6 | 0 | 1 | 20 | 13 | +7  | 18 | Срібні медалі             |
| 3   | Німеччина       | 7 | 4 | 2 | 1 | 21 | 12 | +9  | 14 | Бронзові медалі           |
| 4   | Іспанія         | 7 | 3 | 2 | 2 | 20 | 13 | +7  | 11 | Четверте місце            |
|     |                 |   |   |   |   |    |    |     |    |                           |
| 5   | Пакистан        | 7 | 5 | 0 | 2 | 26 | 10 | +16 | 15 | Вибули на груповому етапі |
| 6   | Нова Зеландія   | 7 | 4 | 0 | 3 | 19 | 18 | +1  | 12 | Вибули на груповому етапі |
| 7   | Індія           | 7 | 2 | 1 | 4 | 16 | 18 | −2  | 7  | Вибули на груповому етапі |
| 8   | Південна Корея  | 7 | 2 | 2 | 3 | 22 | 17 | +5  | 8  | Вибули на груповому етапі |
| 9   | Велика Британія | 7 | 2 | 1 | 4 | 14 | 23 | −9  | 7  | Вибули на груповому етапі |
| 10  | ПАР             | 7 | 2 | 1 | 4 | 15 | 17 | −2  | 7  | Вибули на груповому етапі |
| 11  | Аргентина       | 7 | 1 | 2 | 4 | 13 | 19 | −6  | 5  | Вибули на груповому етапі |
| 12  | Єгипет          | 7 | 0 | 0 | 7 | 5  | 39 | −34 | 0  | Вибули на груповому етапі |

## Бомбардири
Протягом турніру було забито  213 голів у 42 матчах, з середнім показником 5.07 голів за матч.
11 голів
- Пакистан Сохайль Аббас

10 голів
- Південна Корея Лі Чун Сон

8 голів
- ПАР Ґреґорі Нікол
- Іспанія Едуардо Тубау

7 голів
- Аргентина Маріо Альмада
- Австралія Джеймі Дваєр
- Індія Гаган Аджіт Сінгх
- Нідерланди Таке Такема
- Нова Зеландія Філ Берроуз

6 голів
- Нова Зеландія Гейден Шоу
- Іспанія Сантьяго Фрейша

5 голів
- Німеччина Крістоф Целлер

4 голи
- Німеччина Крістоф Бехманн
- Нідерланди Тен де Ноєр
- Пакистан Рехан Батт

3 голи
- Австралія Тревіс Брукс
- Австралія Трой Елдер
- Австралія Майкл Мак-Канн
- Німеччина Б'єрн Еммерлінґ
- Німеччина Маттіас Віттгаус
- Велика Британія Деніел Голл
- Нідерланди Карел Клавер
- Пакистан Кашиф Джавад
- ПАР Еміль Сміт
- Південна Корея Сон Сон Тхе
- Іспанія Поль Амат
- Іспанія Шав'єр Рібас

2 голи
- Аргентина Хорхе Ломбі
- Аргентина Карлос Ретегі
- Аргентина Матіас Віла
- Австралія Майкл Бреннан
- Австралія Ґрант Шуберт
- Єгипет Самех Мохамед
- Німеччина Б'єрн Міхель
- Велика Британія Ґай Фордгем
- Велика Британія Баррі Міддлтон
- Велика Британія Найл Стотт
- Індія Дганрадж Піллай
- Нідерланди Мартен Ейкелбом
- Нова Зеландія Даррен Сміт
- Пакистан Шакіль Аббасі
- Пакистан Мухаммад Надім
- Пакистан Мухаммад Шаббір
- ПАР Крейґ Фултон
- Південна Корея Ю Хьо Сік
- Південна Корея Чон Чон Ха
- Південна Корея Йо Ун Кон

1 гол
- Австралія Нейтан Еґлінґтон
- Австралія Меттью Веллс
- Єгипет Аднан Ахмед
- Єгипет Белаль Енаба
- Єгипет Мохамед Ель-Саєд
- Німеччина Айке Дуквіц
- Німеччина Флоріан Кунц
- Німеччина Саша Райнельт
- Німеччина Юстус Шаровскі
- Велика Британія Томас Бертрам
- Велика Британія Бенджамін Гоз
- Велика Британія Ґрем Муді
- Велика Британія Роберт Мур
- Велика Британія Марк Пірн
- Індія Арджун Халаппа
- Індія Вікрам Піллай
- Індія Адам Сінклер
- Індія Балджіт Сінгх Дгіллон
- Індія Прабгджот Сінгх
- Індія Діпак Тхакур
- Індія Діліп Тіркей
- Нідерланди Роналд Браувер
- Нідерланди Ґерт-Ян Дерікс
- Нідерланди Роберт Реккерс
- Нідерланди Сандер ван дер Вейде
- Нова Зеландія Ґарет Брукс
- Нова Зеландія Беван Гарі
- Нова Зеландія Девід Косуф
- Нова Зеландія Вейн Мак-Індо
- Пакистан Газанфар Алі
- Пакистан Тарік Азіз
- ПАР Стівен Еванс
- ПАР Ієн Саймонс
- Південна Корея Со Чон Хо
- Південна Корея Чі Сон Хван
- Південна Корея Кан Сон Чон

Джерело: FIH